# Kars
Kars (armensko Կարս ali Ղարս, Kars, azerbajdžansko Qars, kurdsko  Qers) je mesto v severovzhodni Turčiji in sedež  province Kars in okrožja Kars. Leta  2022 je imel Kars 91.450 prebivalcev. V klasičnem zgodovinopisju (Strabon) so ga umeščali v starodavno regijo Horzene (grško Χορζηνή, Hrzrene), ki je bila del province Ajrarat Armenskega kraljestva. Od leta 929 do 961 je bil Kars glavno mesto Bagratidske Armenije. Do leta 1920, ko so mesto zavzele turške nacionalistične sile, je bila večina prebivalcev Armencev. 

## Etimologija
Ime mesta morda izhaja iz armenske besede hars, ki pomeni nevesta. Po drugi hipotezi ime izvira iz gruzijske besede kari, ki pomeni vrata.

## Zgodovina

### Srednji vek
O zgodnji zgodovini Karsa je znanega le malo. Znano je le to, da je imel v srednjem veku svojo dinastijo armenskih vladarjev in je bil glavno mesto regije, znane kot Vanand. Srednjeveški armenski zgodovinarji so mesto imenovali z različnimi imeni, vključno s Karuts' k'aghak' ('mesto Kars'), Karuts' berd, Amrots'n Karuts', Amurn Karuts' (vsa imena pomenijo 'trdnjava Kars'). Nekje v devetem stoletju, najkasneje leta 888, je prišel pod okrilje armenskih Bagratidov. Med letoma 929 in 961 je bil glavno mesto kraljevine Bagratidske Armenije. V tem obdobju je bila zgrajena mestna stolnica, kasneje znana kot cerkev Svetih apostolov.
Leta 963, kmalu po prenosu sedeža Bagratidov iz Karsa v Ani, je Kars postal glavno mesto novega neodvisnega kraljestva Vanand. Obseg njegove dejanske neodvisnosti od Bagratidske Armenije ni znan. Vladar je bil vedno sorodnik vladarjev Anija, po zavzetju Anija s strani Bizantinskega cesarstva leta 1045 pa je bil naziv "kralj kraljev", ki so ga imeli Bagratidi, prenesen na vladarje Karsa. 
Leta 1064, takoj po zavzetju Anija s strani Alp Arslanovih Seldžukov, je armenski kralj Karsa Gagik Abas plačal davek zmagovitim Seldžukom, da ne bi oblegali njegovega mesta. Leta 1065 je Gagik Abas odstopil svoje kraljestvo Bizantinskemu cesarstvu, Kars pa so kmalu zatem zasedli Seldžuki.
Seldžuki so hitro opustili neposredni nadzor nad Karsom in ta je postal majhen emirat. Njegovo ozemlje je bilo zelo podobno ozemlju Vananda in je mejilo na podobno ustanovljen, a večji Šedadidski emirat s središčem v Aniju. Karski emirat je bil vazal Saltukidov iz Erzuruma, ki so se učinkovito upirali gruzinskim poskusom zavzetja Karsa. Mesto je šele leta 1206 uspel osvojiti Zakare iz klana Zakaridov-Mhargrdzelijev in ga pridružiti svojemu fevdu Ani. Leta 1242 so Kars osvojili Mongoli, kasneje pa je prišel pod gruzinski vpliv. Med vladavino Davida IX. Gruzinskega je južna ozemlja Gruzinskega kraljestva, vključno s Karsom, zasedel Ilkanat. Do leta 1358 so mestu vladali Džalajiridi, leta 1380 pa je padlo pod oblast Kara Kojunlujev. Leta 1387 je mesto zravnal s tlemi, okoliško podeželje pa opustošil Timurlenk.  Mesto je zatem prišlo pod oblast Kara Kojunlujev, nato Ak Kojunlujev in zatem novoustanovljene iranske dinastije Safavidov, ki jo je ustanovil kralj Ismail I. Po sklenitvi Amasijskega miru leta 1555, s katerim se je končala osmansko-safavidska vojna 1533–1555, je bilo mesto razglašeno za nevtralno, njegova obstoječa trdnjava pa je bila porušena. Leta 1585 so Osmani med osmansko-safavidsko vojno 1579–1590 ob Tabrizu zavzeli tudi Kars. 8. junija 1604 je mesto med novo  osmansko-safavidsko vojno 1603–1618 zavzel safavidski vladar Abas I. Mestne utrdbe je obnovil osmanski sultan Murat III. Utrdbe so bile dovolj močne, da so leta 1731 prestale obleganje perzijskega Nadir Šaha. Mesto je postalo glavno središče sandžaka v osmanskem Erzurumskem vilajetu. Julija 1744 je mesto ponovno oblegal Nadir Šah. Kasneje, avgusta 1745, je Nadir Šah med osmansko-perzijsko vojno 1743–1746 pri Karsu premagal ogromno osmansko vojsko. Posledično so Turki pobegnili proti zahodu in med potjo plenili svoja ozemlja.

### Ruska uprava
Leta 1807 se je Kars uspešno uprl napadu Ruskega carstva. Med premorom med ruskimi pohodi proti Osmanskemu cesarstvu v regiji je leta 1821 Kars zasedel vrhovni poveljnik Abas Mirza iz kadžarskega Irana, kar je še dodatno razvnelo osmansko-perzijsko vojno 1821–1823. Po še enem ruskem obleganju Karsa leta 1828 so Osmani 23. junija 1828 mesto predali ruskemu generalu, grofu Ivanu Paskeviču. Rusi so zajeli 11.000 vojnih ujetnikov. Ob koncu vojne se je mesto iz diplomatskih razlogov vrnilo Osmanskemu cesarstvu, Rusija pa je dobila le dve obmejni utrdbi. Med krimsko vojno je osmanska garnizija v Karsu pod vodstvom britanskih častnikov, vključno z generalom Williamom Fenwickom Williamsom, med dolgotrajnim obleganjem zadrževala Ruse. Ko je v mestu izbruhnila kolera in so bile izčrpane zaloge hrane, se je mesto novembra 1855 predalo ruskemu generalu Nikolaju Muravjov-Karskemu.
Pomen mesta se je povečal, ko sta se zanj začela boriti Osmansko in Rusko carstvo. Trdnjavo so med rusko-turško vojno 1877–1778 osvojili Rusi pod poveljstvom generalov Loris-Melikova in Ivana Lazareva. Po vojni je bil Kars s Sanstefanskim sporazumom  predan Rusiji. Kars je postal glavno mesto Karskega okrožja in širše Karske oblasti (regije), ki je obsegala okrožja Kars, Ardahan, Kagizman in Olti. Slednji je bil najjužnejši podaljšek ruskega Zakavkazja. V naslednjih letih so Rusi podpirali utrjevanje Karsa.
Od leta 1878 do 1881 se je v Osmansko cesarstvo preselilo več kot 82.000 muslimanov z ozemelj, ki so bila prej pod osmanskim nadzorom. Med njimi je bilo tudi več kot 11.000 meščanov Karsa. Hkrati se je v regijo iz Osmanskega cesarstva in drugih regij Zakavkazja preselilo veliko Armencev in pontskih Grkov, tukaj običajno imenovanih kavkaški Grki. Po podatkih ruskega popisa prebivalstva so Armenci leta 1897 predstavljali 49,7 %, Rusi 26,3 %, kavkaški Grki 11,7 %, Poljaki 5,3 % in Turki 3,8 % prebivalstva.

### Prva svetovna vojna
V prvi svetovni vojni je bilo mesto eden glavnih ciljev osmanske vojske med izgubljeno bitko pri Sarikamišu v kavkaški kampanji. Rusija je 3. marca 1918 v skladu z Brest-Litovskim mirom Osmanskemu cesarstvu prepustila Kars, Ardahan in Batum. Kars je bil takrat dejansko pod nadzorom armenskih in ruskih neboljševiških sil. Kars je 25. aprila 1918 zavzelo Osmansko cesarstvo, vendar se je moralo po sklenitvi Mursoškega premirja oktobra 1918 umakniti na predvojno mejo.  Kars je uradno prišel pod nadzor Prve Armenske republike, vendar ga Osmani niso hoteli izročiti. Vojaški guverner mesta je namesto tega ustanovil  Začasno nacionalno vlado jugozahodnega Kavkaza, ki jo je vodil Fahrettin Pirioglu. Vlada je zahtevala turško suverenost nad Karsom in turško govorečimi regijami do Batumija in Aleksandropolja (Džumrija). Velik del regije je januarja 1919 prišel pod administrativni nadzor Armenije, vendar je proturška vlada ostala v mestu, dokler ni 19. aprila 1919 skupna operacija britanskih in armenskih čet razpustila samozvane začasne vlade, njene voditelje pa aretirala in poslala na Malto. Maja 1919 je Kars prišel pod polno upravo Armenske republike in postal glavno mesto njene province Vanand. 
Poleti 1920 so se v Oltiju dogajali spopadi med turškimi revolucionarji in armenskimi obmejnimi četami. Jeseni istega leta so štiri turške divizije pod poveljstvom generala Kâzıma Karabekirja napadle Armensko republiko, kar je sprožilo turško-armensko vojno. Kars je bil dovolj utrjen, da bi zdržal dolgotrajno obleganje, a so ga turške sile na začudenje vseh 30. oktobra 1920 zavzele z malo odpora, kar nekateri sodobni zgodovinarji štejejo za eno od najhujših vojaških polomij v armenski zgodovini. Določila Aleksandropolskega sporazuma, ki so ga 2. decembra 1920 podpisali predstavniki Armenije in Turčije, so Armenijo prisilila, da vrne vsa osmanska ozemlja, ki so ji bila podeljena s Sèvreskim sporazumom. 
Po prodoru boljševikov v Armenijo je Aleksandropolski sporazum nadomestil Karski sporazum, sklenjen 23. oktobra med Turčijo in Sovjetsko zvezo. Sporazum je omogočil Sovjetom priključitev Adžarije v zameno za turški nadzor nad regijami Kars, Igdir in Ardahan. Karski sporazum je vzpostavil mirne odnose med državama in določil meje  Sovjetske republike Armenije, Azerbajdžana in Gruzije ter sedanje severovzhodne meje Turčije. Sporazum je vseboval de iure določbe, ki so armenskim prebivalcem zagotavljale pravico, da se odpovejo turškemu državljanstvu, svobodno zapustijo ozemlje in s seboj vzamejo svoje premoženje ali izkupiček od njegove prodaje. Po nekaterih poročilih so prej armenska zemljišča zaradi sporazuma dejansko postala državna lastnina.

### Obdobje po drugi svetovni vojni
Po drugi svetovni vojni je Sovjetska zveza poskušala razveljaviti Karski sporazum in ponovno pridobiti Karsko regijo in sosednjo regijo Ardahan. 7. junija 1945 je sovjetski zunanji minister Vjačeslav Molotov turškemu veleposlaniku v Moskvi Selimu Sarperju povedal, da bi morali regije vrniti Sovjetski zvezi v imenu Gruzijske in Armenske republike. Turčija se je znašla v težkem položaju: želela si je dobrih odnosov s Sovjetsko zvezo, hkrati pa ni hotela odstopiti svojih ozemelj. Turčija sama ni bila v stanju, da bi se bojevala s Sovjetsko zvezo, ki se je po drugi svetovni vojni pojavila kot velesila. Do jeseni 1945 so sovjetske čete na Kavkazu dobile ukaz, naj se pripravijo na morebitno invazijo na Turčijo. Premier Winston Churchill je tem ozemeljskim zahtevam nasprotoval, predsednik Harry Truman pa je sprva menil, da zadeva ne bi smela zadevati drugih strani. Z začetkom hladne vojne so Združene države Amerike začele na Turčijo gledati kot na koristnega zaveznika proti sovjetski širitvi in so jo začele finančno in vojaško podpirati. Do leta 1948 je Sovjetska zveza opustila svoje zahteve do Karsa in drugih regij.

## Nedavna zgodovina
Aprila 1993 je Turčija zaprla mejni prehod Kars z Armenijo v znak protesta proti zavzetju okrožja Kelbadžar v Azerbajdžanu s strani armenskih sil med prvo vojno v Gorskem Karabahu. Leta 2006 je nekdanji župan Karsa Naif Alibeyoğlu dejal, da bi odprtje meje spodbudilo lokalno gospodarstvo in ponovno prebudilo mesto. Poskusi vzpostavitve diplomatskih odnosov med državama leta 2009 niso bili uspešni, ker je še vedno obstajalo nasprotovanje in pritisk lokalnega prebivalstva proti ponovnemu odprtju meje. Pod pritiskom Azerbajdžana in lokalnega prebivalstva, vključno z 20-odstotno etnično azerbajdžansko manjšino, je turški zunanji minister Ahmet Davutoğlu v letih 2010 in 2011 ponovil, da odprtje meje z Armenijo ne pride v poštev. Meja je še vedno zaprta.
Zadnji izvoljeni župan Karsa je bil Ayhan Bilgen iz Ljudske demokratične stranke (HDP). Izvoljen je bil leta 2019 in naslednje leto odstavljen in aretiran. Nadomestil ga je guverner province Kars Eyüp Tepe kot od vlade imenovan skrbnik.»Turkish police detain dozens of HDP members, including Mayor Bilgen, over 2014 Kobane protests«. www.duvarenglish.com (v angleščini). Pridobljeno 25. septembra 2020.</ref>

## Demografija
Po podatkih v turškem statističnem letopisu iz leta 2011 se je območje zaradi migracij v večja mesta stalno izčrpavalo. Samo v Istanbulu živi 269.388 prebivalcev Karsa, kar je več kot trikrat več kot v samem mestu. Danes v Karsu živi mešano prebivalstvo Azerbajdžancev, Kurdov in Turkov. Azerbajdžanci so večinoma pripadniki etničnih podskupin Terekeme in Karapapak in  predstavljajo 20 % prebivalstva mesta.
Večina prebivalstva Karsa je sunitskih muslimanov, predvsem Kurdov in Turkov. Manjšino tvorijo šiitski muslimani, predvsem Azerbajdžanci.
| Leto | Skupaj | Turki         | Armenci        | Drugi                                                                                 |
| ---- | ------ | ------------- | -------------- | ------------------------------------------------------------------------------------- |
| 1878 | 4.244  | 2.835 (66,8%) | 1.031 (24,4%)  | 378 Kavkaški Grki (8,9%)                                                              |
| 1886 | 3.939  | 841 (21,4%)   | 2.483 (63%)    | 322 Kavkaški Grki (8,2%), 247 Rusi (6,3%)                                             |
| 1897 | 20.805 | 786 (3,8%)    | 10.332 (49,7%) | 5.478 Rusi (26,3%), 1.084 Poljaki (5,2%), 733 Kavkaški Grki (3,5%), 486 Tatari (2,3%) |
| 1916 | 30.514 | 1.210 (3,9%)  | 25.665 (84,1%) | 1.487 Rusi (4,9%), 1.828 drugih kristjanov (5,9%), 298 drugih muslimanov, 25 Judov    |
| 1970 | 54.000 |               |                |                                                                                       |
| 1990 | 78,455 |               |                |                                                                                       |
| 2000 | 78.473 |               |                |                                                                                       |
| 2013 | 78.101 |               |                |                                                                                       |

## Vlada
Etnična sestava Karsa se odraža tudi v politiki, saj Turki in Azerbajdžanci običajno volijo nacionalistično MHP, Kurdi pa prokurdsko HDP. 30. marca 2014 je bil za župana izvoljen Murtaza Karaçanta (MHP). Na volitvah junija 2015 je Kars zmagala prokurdska HDP in postala največja politična stranka tako v mestu kot v provinci Kars. Zadnji izvoljeni župan je bil Ayhan Bilgen iz HDP, ki je bil oktobra 2020 odstavljen.

## Podnebje
Kars ima vlažno celinsko podnebje (Köppen Dfb, Trewartha Dcb). Zaradi svoje oddaljenosti od velikih vodnih površin, visoke nadmorske višine in lege, kjer se visoka planota vzhodne Anatolije stika z gorovjem Malega Kavkaza, se sooča z znatnimi sezonskimi in dnevnimi temperaturnimi nihanji. 
Poletja so običajno kratka in precej topla s hladnimi nočmi. Povprečna najvišja temperatura v avgustu je 27 °C. 
Zime so zelo hladne. Povprečna najnižja januarska temperatura je -15 °C, v zimskih mesecih pa lahko padejo na -30 °C. V Karsu pogosto in včasih močno sneži. Snežna odeja se obdrži povprečno štiri mesece.
Najvišja zabeležena temperatura, 37,1 °C, je bila izmerjena 24. avgusta 2022. Najnižja zabeležena izmerjena temperatura, -37,0 °C, je bila izmerjena 4. februarja 1947.
| Podnebni podatki za Kars (1991–2020, ekstremi 1931–2023) | Podnebni podatki za Kars (1991–2020, ekstremi 1931–2023) | Podnebni podatki za Kars (1991–2020, ekstremi 1931–2023) | Podnebni podatki za Kars (1991–2020, ekstremi 1931–2023) | Podnebni podatki za Kars (1991–2020, ekstremi 1931–2023) | Podnebni podatki za Kars (1991–2020, ekstremi 1931–2023) | Podnebni podatki za Kars (1991–2020, ekstremi 1931–2023) | Podnebni podatki za Kars (1991–2020, ekstremi 1931–2023) | Podnebni podatki za Kars (1991–2020, ekstremi 1931–2023) | Podnebni podatki za Kars (1991–2020, ekstremi 1931–2023) | Podnebni podatki za Kars (1991–2020, ekstremi 1931–2023) | Podnebni podatki za Kars (1991–2020, ekstremi 1931–2023) | Podnebni podatki za Kars (1991–2020, ekstremi 1931–2023) | Podnebni podatki za Kars (1991–2020, ekstremi 1931–2023) |
| Mesec                                                    | Jan                                                      | Feb                                                      | Mar                                                      | Apr                                                      | Maj                                                      | Jun                                                      | Jul                                                      | Avg                                                      | Sep                                                      | Okt                                                      | Nov                                                      | Dec                                                      | Letno                                                    |
| -------------------------------------------------------- | -------------------------------------------------------- | -------------------------------------------------------- | -------------------------------------------------------- | -------------------------------------------------------- | -------------------------------------------------------- | -------------------------------------------------------- | -------------------------------------------------------- | -------------------------------------------------------- | -------------------------------------------------------- | -------------------------------------------------------- | -------------------------------------------------------- | -------------------------------------------------------- | -------------------------------------------------------- |
| Rekordno visoka temperatura °C                           | 9.3                                                      | 12.0                                                     | 19.1                                                     | 25.0                                                     | 28.3                                                     | 33.9                                                     | 35.6                                                     | 37.1                                                     | 33.0                                                     | 26.8                                                     | 21.9                                                     | 15.9                                                     | 37.1                                                     |
| Povprečna visoka temperatura °C                          | −3.2                                                     | −1.2                                                     | 4.9                                                      | 12.3                                                     | 17.3                                                     | 22.2                                                     | 26.3                                                     | 27.3                                                     | 23.0                                                     | 16.1                                                     | 7.5                                                      | −0.4                                                     | 12.7                                                     |
| Povprečna dnevna temperatura °C                          | −9.4                                                     | −7.7                                                     | −1.0                                                     | 5.7                                                      | 10.4                                                     | 14.5                                                     | 17.9                                                     | 18.4                                                     | 14.1                                                     | 8.2                                                      | 0.6                                                      | −6.2                                                     | 5.5                                                      |
| Povprečna nizka temperatura °C                           | −14.8                                                    | −13.4                                                    | −6.3                                                     | −0.2                                                     | 4.3                                                      | 7.4                                                      | 10.5                                                     | 10.7                                                     | 6.1                                                      | 1.5                                                      | −4.8                                                     | −11.2                                                    | −0.8                                                     |
| Rekordno nizka temperatura °C                            | −36.7                                                    | −37.0                                                    | −31.5                                                    | −22.6                                                    | −7.0                                                     | −4.0                                                     | 0.1                                                      | −1.9                                                     | −4.4                                                     | −17.5                                                    | −30.0                                                    | −35.0                                                    | −37.0                                                    |
| Povprečna količina padavin mm                            | 23.2                                                     | 21.4                                                     | 33.1                                                     | 57.0                                                     | 83.6                                                     | 75.0                                                     | 65.1                                                     | 45.1                                                     | 29.7                                                     | 44.6                                                     | 26.6                                                     | 25.6                                                     | 530.0                                                    |
| Povp. št. dni s padavinami                               | 9.97                                                     | 9.6                                                      | 11.23                                                    | 13.9                                                     | 18.93                                                    | 14.37                                                    | 11.13                                                    | 9.67                                                     | 7.07                                                     | 10.17                                                    | 8.43                                                     | 10.43                                                    | 134.9                                                    |
| Povprečna relativna vlažnost (%)                         | 78.9                                                     | 77.6                                                     | 73.5                                                     | 67.3                                                     | 67.3                                                     | 65.3                                                     | 64.3                                                     | 60.1                                                     | 59.8                                                     | 67.8                                                     | 73.1                                                     | 78.9                                                     | 69.5                                                     |
| Povp. št. sončnih ur                                     | 105.4                                                    | 132.8                                                    | 167.4                                                    | 183.0                                                    | 226.3                                                    | 276.0                                                    | 316.2                                                    | 310.0                                                    | 249.0                                                    | 192.2                                                    | 147.0                                                    | 102.3                                                    | 2.407,6                                                  |
| Povp. št. sončnih ur na dan                              | 3.4                                                      | 4.7                                                      | 5.4                                                      | 6.1                                                      | 7.3                                                      | 9.2                                                      | 10.2                                                     | 10.0                                                     | 8.3                                                      | 6.2                                                      | 4.9                                                      | 3.3                                                      | 6.5                                                      |
| Vir 1: Turkish State Meteorological Service              |                                                          |                                                          |                                                          |                                                          |                                                          |                                                          |                                                          |                                                          |                                                          |                                                          |                                                          |                                                          |                                                          |
| Vir 2: NOAA (vlažnost)                                   |                                                          |                                                          |                                                          |                                                          |                                                          |                                                          |                                                          |                                                          |                                                          |                                                          |                                                          |                                                          |                                                          |

## Šport
Mesto ima nogometni klub Kars. Tukaj se je nekoč igral bandi, podoben hokeju na ledu, samo da igrišče meri 90–110 x 45–65 metrov in se namesto ploščka uporablja žogica.

## Šolstvo
V mestu je Univerza Kafkas, ustanovljena leta 1992. 

## Transport
Kars ima avtocesto iz Erzuruma in manjši cesti, ki vodita proti severu do Ardahana in proti jugu do Iğdırja. Mesto ima letališče Kars Harakani z dnevnimi leti v Ankaro in Istanbul. Z železniško progo je povezan z Erzurumom. Mejni prehodi z Armenijo, vključno z železniško povezavo Kars-Gjumri-Tbilisi, so žal zaprti od aprila 1993. Turška vlada je septembre 2018 ponovno poudarila, da bo meja ostala zaprta, dokler se Armenija ne umakne z okupiranih ozemelj v Azerbajdžanu. Leta 2010 se je začela gradnja železniške proge Kars–Tbilisi–Baku, ki naj bi povezala Turčijo z Gruzijo in Azerbajdžanom. Proga je začela obratovati 30. oktobra 2017.

## Zanimivosti

### Citadela
Karska citadela (turško Kars Kalesi) stoji na vrhu skalnatega hriba nad Karsom. Obzidje citadele je iz obdobja armenskih Bagratidov, svojo sedanjo obliko pa je dobilo v obdobju Zakaridov v 13. stoletju. Trditev, da jo je zgradil osmanski sultan Murat III. med vojno s Perzijo konec 16. stoletja je napačna. Sultan je verjetno ukazal samo obnovo dela obzidja. Leta 1745 je v bitki pri Karsu perzijski osvajalec Nadir Šah nedaleč od Karsa zadal uničujoč poraz osmanski vojski. 
Do 19. stoletja je citadela izgubila večino svoje obrambne funkcije, zato je bila okoli Karsa zgrajena vrsta zunanjih trdnjav in obrambnih objektov, ki so se izkazali zlasti med obleganjem Karsa leta 1855. 

### Druge zgodovinske zgradbe
Pod gradom je mošeja, prej armenska cerkev, znana kot Surb Arakeloc, cerkev Svetih apostolov. Zgrajena je bila v 30. letih 10. stoletja. Leta 1597 je bila preurejena v mošejo in v 80. letih 19. stoletja v rusko pravoslavno cerkev. Rusi so pred tremi vhodi v cerkev zgradili verande in ob cerkvi razkošen stolp z uro, ki  je zdaj porušen. Cerkev je od 30. let 20. stoletja služila kot skladišče, od leta 1963 do poznih 70. let 20. stoletja pa je bil v njej majhen muzej. Nato je bila stavba približno dve desetletji prepuščena sama sebi, dokler je niso leta 1993 preuredili v mošejo.  
Velika mošeja v Karsu je največja zgodovinska mošeja v mestu. Zgradili so jo Seldžuki in leta 1579  obnovili Osmani. 
Taşköprü (kamniti most) je most čez reko Kars, zgrajen leta 1725. V bližini mostu so tri stara javna kopališča, ki ne delujejo več. 
Kars stoki na stičišču turške, armenske, gruzinske, kurdske in ruske kulture, zato so stavbe v Karsu zgrajene v različnih arhitekturnih slogih. Večina stavb iz ruskega obdobja je po arhitekturnem slogu enaka tistim v Gjumriju v Armeniji. Orhan Pamuk v romanu Sneg, ki se dogaja v Karsu, večkrat omenja "ruske hiše", zgrajene "v baltskem slogu", kakršnih ni mogoče videti nikjer drugje v Turčiji. Stavbe so, na žalost, v zelo slabem stanju. 

## Mednarodni odnosi

### Pobratena mesta
Mesto Kars je pobrateno z naslednjimi mesti v Turčiji in tujini:
| - Bursa, Turčija - Edirne, Turčija - Gandža, Azerbajdžan | - Kutaisi, Gruzija - Kirkenes, Norveška - Wesel, Nemčija |